# Carbasius (geslacht)

Het familiewapen

Carbasius is een regentengeslacht waarvan leden van de 16e tot en met de 19e eeuw deel uitmaakten van het stadsbestuur van de Noord-Hollandse stad Hoorn. De naam Carbasius is een synoniem van Velius, beide betekenen Zeilmaker. In Hoorn komen beide familienamen voor, maar zijn dus niet aan elkaar verwant.

## Geschiedenis
De bewezen stamreeks begint met dr. Jan Claasz. Seylmaker die zich later Carbasius noemde, medisch doctor was te Hoorn, en daar tussen 1584 en 1590 schepen was. Hij werd rond 1560 geboren als zoon van Claes Pottebacker. Ook zijn nageslacht had zitting in dat stadsbestuur. In 1916 werd het geslacht opgenomen in het genealogische naslagwerk Nederland's Patriciaat. Het geslacht stierf in Hoorn uit met het overlijden van Henrica Carbasius, echtgenote van Willem de Vicq. In mannelijke lijn stief het geslacht vermoedelijk uit met het overlijden van Margarethus Johannes Carbasius (1909-1976).

## Enkele telgen
Dr. Jan Claasz. Seylmaker (Carbasius) (ca. 1560), schepen van Hoorn
- Mr. Claes (Nicolaes) Carbasius (gedoopt 1598), secretaris en schepen van Hoorn
  - Dirck Carbasius (1619-1681), brouwer en kunstschilder
    - Mr. Nicolaes Carbasius (1649-1688), vroedschap van Hoorn
      - Mr. Hendrik Carbasius (1688-1748), schepen, vroedschap en burgemeester van Hoorn
        - Mr. Nicolaas Carbasius (1722-1782), secretaris en schepen van Hoorn, baljuw van Westwoude
          - Mr. Hendrik Carbasius (1758-1794), secretaris van Hoorn
            - Nicolaas Carbasius (1786-1863), gemeenteraadslid en wethouder van Hoorn, burgemeester van Oudendijk
              - Dirk Carbasius (1817-1869), directeur postkantoor
                - Bernard August Carbasius (1850-1886)
                  - Françoise Charlotte Carbasius (1885-1984), kunstenares

          - Mr. Cornelis Carbasius (1761-1843), schepen en vroedschap van Hoorn, raadsheer Hooggerechtshof

        - Wilhelmina Catharina Carbasius (1730-1803); trouwde in 1749 met mr. Nicolaas Groot (1725-1785), schepen van Hoorn
        - Mr. Boudewijn François Carbasius (1732-1798), schepen en schout van Hoorn
          - Mr. Henrick Carbasius (1761-1823), vroedschap van Hoorn, lid van de Tweede Kamer

    - Mr. Pieter Carbasius (1650-1720), schepen van Hoorn
      - Maria Carbasius (1684-1711); trouwde in 1709 met dr. Arnoldus Holthenius, schepen van Hoorn

Geslachten die opgenomen zijn in het sinds 1910 verschijnende genealogische naslagwerk Nederland's Patriciaat. Lijst volgens opgave van het CBG Centrum voor familiegeschiedenis.
A · B · C · D · E · F · G · H · I · J · K · L · M · N · O · P · Q · R · S · T · U · V · W · Y · Z